# 博氏喙鱸
博氏喙鱸（學名：Mycteroperca bonaci）為輻鰭魚綱鱸形目鱸亞目鮨科的其中一種。
博氏喙鱸的體型很大，長1.5米及重100公斤。它們的身體呈橄欖或灰色，有黑色及銅色的斑點。前鰓蓋骨稍圓。它們經常在珊瑚礁出沒，但並非倚賴它們。它們分佈在西大西洋，由美國麻薩諸塞州至巴西南部，尤其喜歡棲息在墨西哥灣、佛羅里達礁島群、巴哈馬及加勒比海。成年的並不會到分佈地北端。它們棲息在近海面約6-33米水深的水域。
博氏喙鱸很可口，是重要的魚產之一。雖然並未達至瀕危，但因捕獵壓力增加及繁殖率低，它們現正處於近危。
博氏喙鱸是獨居的。成年的喜歡吃其他魚類及烏賊，幼魚多吃蝦等甲殼類。
博氏喙鱸於5月至8月間產卵。它們是雌性先熟雌雄同體，即幼魚主要是雌魚，長大後會變成雄魚。

## 外部連結
- . ITIS.   [2006-03-11].
- Froese, R. & Pauly, D. (eds.) (2006). Mycteroperca bonaci. FishBase. Version 2006-01.
- 博氏喙鱸的图片 （页面存档备份，存于）